# Recherche et sauvetage au combat

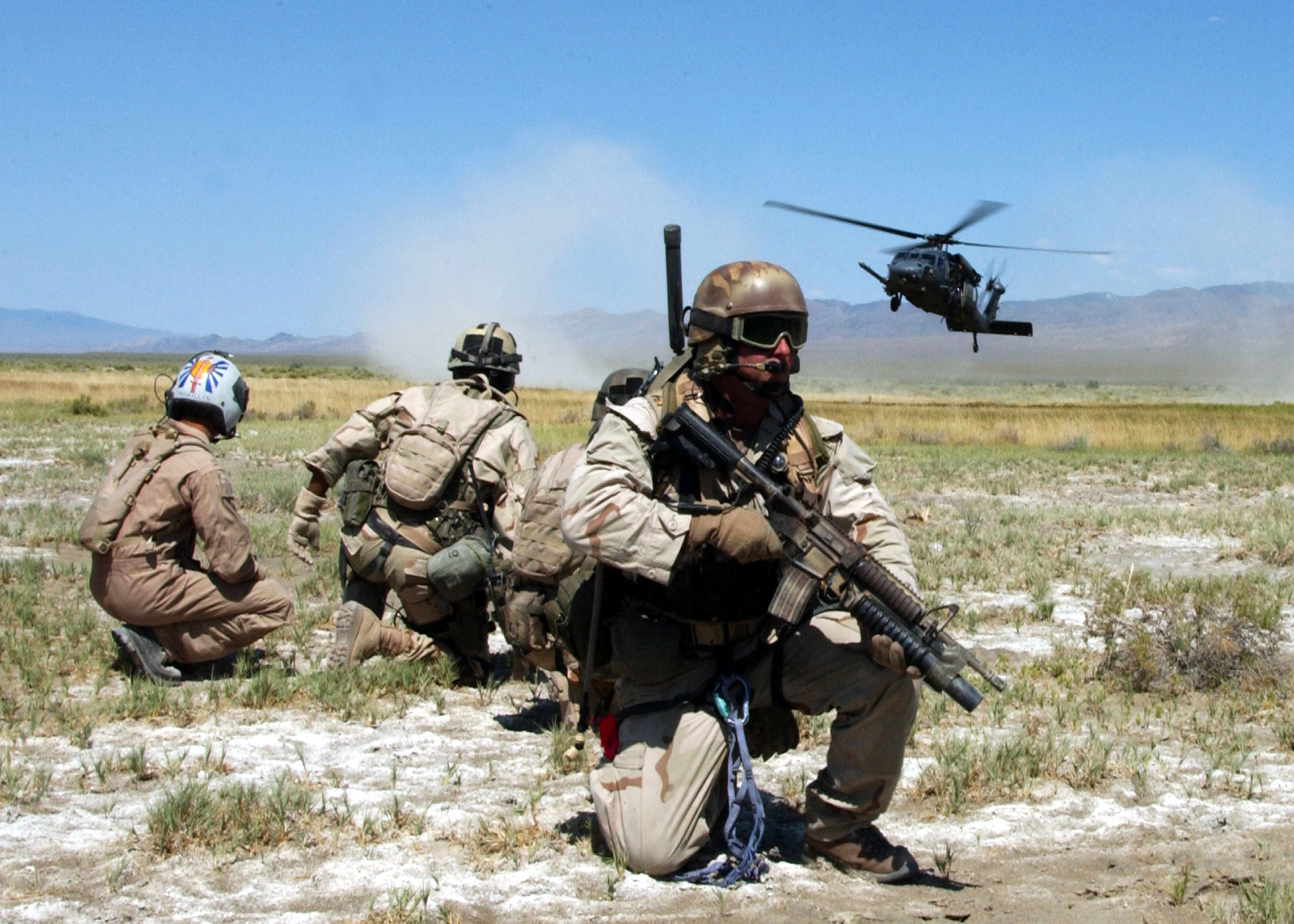
Soldats de l'USAF en mission de récupération d'un pilote abattu, lors d'un exercice. En arrière plan un hélicoptère HH-60G Pave Hawk spécifiquement étudié pour ce type de mission.

Les missions de recherche et sauvetage au combat (ResCo) ou Combat Search and Rescue (CSAR) sont des missions de recherche et sauvetage effectuée en zone de combat, en général sur le front voire dans la zone contrôlée par l'ennemi, généralement pour récupérer des pilotes abattus.
Ces missions nécessitent des tactiques spécifiques et des personnels spécialement entraînés souvent issus des forces spéciales, ainsi que des hélicoptères d'assaut et de combat ou des avions d'appui-feu.

## Histoire
C'est durant la Première Guerre mondiale que les premières doctrines de recherche et sauvetage au combat ont vu le jour, notamment sur les théâtres les plus mobiles tels que le front des Balkans et du Moyen-Orient.
Lors des premières opérations de la Première Guerre mondiale, alors que le front de l'Ouest est encore mobile, le Royal Navy Air Service Armoured Car Section est fondé. Équipé de voitures de tourisme armées et blindées, l'une de ses missions est de retrouver et de ramener les équipages forcés de se poser. Quand la guerre de tranchées empêche la réalisation de ses missions, les véhicules sont transférés sur d'autres théâtres d'opérations, notamment au Moyen-Orient.
En 1915, le Squadron Commander Richard Bell-Davies du Royal Naval Air Service effectue la première mission de recherche et sauvetage au combat à partir d'un avion. Alors que son ailier a été abattu au-dessus de la Bulgarie, il se pose près de lui et le ramène en sureté, bien que son avion soit monoplace. La citation pour sa croix de Victoria dit : « Le Squadron-Commander Davies descendit à une distance sûre de l'avion en feu, récupéra le sous-lieutenant Smylie, en dépit de l'approche des soldats ennemis, et retourna à l'aérodrome,  un exploit aéronautique qui a rarement été égalé par son habileté et sa bravoure ».
C'est lors de la campagne de Mésopotamie que les Britanniques et les autres forces du Commonwealth commencent à utiliser des tactiques similaires à grande échelle. Les aviateurs abattus en territoire bédouin hostile sont localisés par les équipes de recherche depuis les airs et secourus.
Pendant la Seconde Guerre mondiale, de nombreux pays ont mis en place des unités spécialisées dans la recherche et le sauvetage des équipages abattus principalement au-dessus de l'eau. Ainsi la Luftwaffe crée le Seenotdienst (en) qui utilise des hydravions camouflés pour récupérer les équipages tombés en mer du Nord et dans la Manche. De même, la Royal Air Force britannique et l'US Navy utilisent des hydravions pour secourir les équipages abattus.
Lors de la guerre d'Indochine, Valérie André, docteur, parachutiste et pilote d'hélicoptère, effectue de nombreuses missions Evasan au cœur de la zone de combat aux commandes de son hélicoptère des blessés. Il s'agit des premières missions impliquant l'utilisation d'hélicoptères dans la zone des combats, situation proche des missions CSAR modernes.

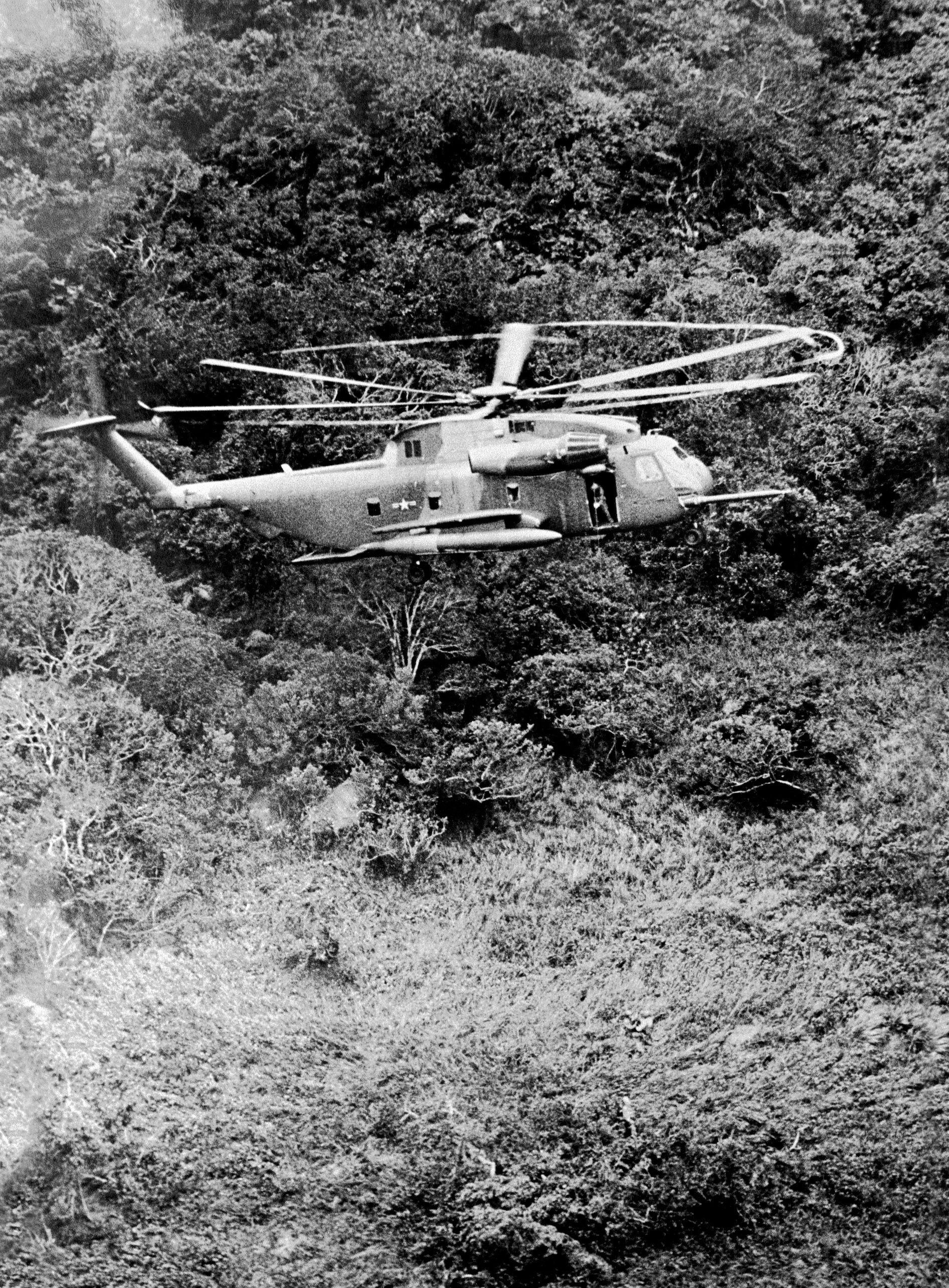
Un Sikorsky HH-53C hélitreuillant un sauveteur et un aviateur lors d'une mission de sauvetage le 16 juin 1967 au Viêt Nam.

Pendant la guerre de Corée, les États-Unis réalisent de nombreuses missions visant à récupérer des pilotes tombés derrière les lignes ennemies. Des avions (Skyraider, F9F Panther) cerclent autour du pilote abattu pour tenir éloignés les ennemis en attendant que les premiers hélicoptères, tels que les Sikorsky H-5, arrivent pour récupérer le pilote et le ramener en zone sûre. Durant la guerre, l'Air Rescue Service a ramené 996 soldats de l'ONU d'au-delà des lignes ennemies dont 170 aviateurs américains. Il a aussi évacué 8 598 blessés et malades depuis la ligne de front.

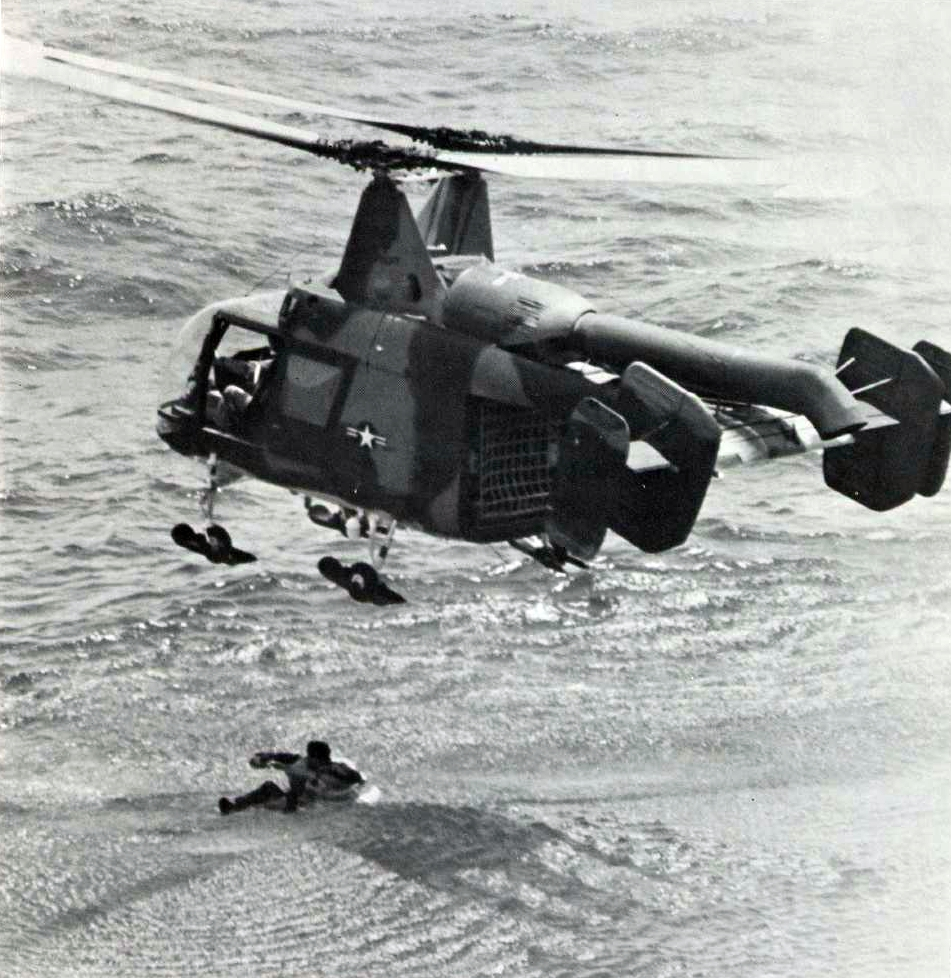
Un HH-43F secourant un pilote dans le golfe du Tonkin en 1968.

Pendant la guerre du Viêt Nam, le sauvetage coûteux de Bat 21, incite les militaires américains à définir une tactique nouvelle pour réaliser les missions de recherche et de sauvetage dans les environnements de combat. Ils réalisent que les missions SAR classiques sont vouées à l'échec et donc qu'il faut envisager des opérations spéciales, des tactiques de diversion et toutes les mesures que nécessiteraient la situation. Les expériences menées incitent les militaires américains à améliorer les capacités nocturnes des hélicoptères et à développer des munitions spéciales tels que la Daisy Cutter capable de dégager des zones de poser pour hélicoptère dans la jungle.
Pendant la guerre du Viêt Nam, les unités SAR américaines sauvent 3 883 personnes et perdent 71 sauveteurs et 45 appareils.
Durant l'invasion de l'Ukraine par la Russie, des unités russes, utilisant entre autres des hélicoptères Mi-35M et Mil Mi-8 sont employés pour ces missions.

## Unités spécialisées par pays

### États-Unis
Du fait de leur expérience durant les guerres de Corée puis du Viêt Nam, les États-Unis font partie des experts mondiaux dans le domaine des missions CSAR. Ils ont pour cela de nombreuses unités spécialisées dont les Rescue Squadrons équipés d'hélicoptères HH-60G Pave Hawk. Ils peuvent être assisté par des avions ravitailleurs MC-130J Commando II appartenant aux Special Operations Squadrons.
Pour les missions de sauvetage, des commandos spécialement formés à la récupération en zone hostile sont utilisés. Baptisé Pararescuemen (PJ), ils font partie du commandement des opérations spéciales. En plus de leur formation commando comprenant l'acquisition de compétences de parachutiste, de chuteur opérationnel, de nageur de combat ainsi que des stages de survie et de résistance à la fatigue, à la faim, ils reçoivent aussi une formation médicale poussée, à mi-chemin entre un infirmier et un ambulancier.

### Europe
Au niveau européen, les compétences dans ce type de mission ont longtemps été limitées. Ce n'est qu'après les guerres de Yougoslavie et du Kosovo puis d'Afghanistan que le besoin d'améliorer ces compétences s'était imposé. En 2002, le Groupe aérien européen (GAE) a organisé des exercices comprenant des aspects CSAR comme Volcanex afin d'améliorer la coordination entre les unités des différents pays.
En 2007, face au peu d'amélioration constaté lors des exercices, du fait de l'impréparation des personnels impliqués, de la diversité des appareils mis en œuvre (souvent sous-équipés pour le CSAR), des moyens de communications incompatibles entre forces aériennes, et surtout des différences d'appréciation des règles d'engagements, le GAE décide de mettre en place avec le Tactical Leadership Programme (en) (TLP), une formation spécialisée CSAR baptisée Combined Joint Personnel Recovery Standardisation Course. Depuis ces cours sont organisés chaque années et regroupe des forces de plusieurs nations : Belgique, Allemagne, Espagne, France, Grande-Bretagne, Hongrie, Italie, Pays-Bas, Pologne, Suède, États-Unis...

### France
En France, c'est le Commando parachutiste de l'air no 30 qui est principalement chargé des missions de recherche et sauvetage au combat.
Pour la partie aérienne, l'escadron d'hélicoptères 1/67 Pyrénées équipé de H225M Caracal est l'unité spécialement entraînée pour ces opérations ResCo. Les Caracal ont par ailleurs été spécialement étudiés pour répondre à ce type de mission : une capacité de navigation et de visualisation de nuit, une auto-protection améliorée et une aide à la localisation des personnes au sol, ainsi qu'une autonomie accrue par la capacité de ravitaillement en vol.
En fonction de la mission, le ravitaillement en vol de Caracal peut être effectué par les KC-130J du Binational Air Transport Squadron situé sur la base aérienne d'Évreux. Par ailleurs l'appui feu et la sécurisation de la zone de posé peut être effectué par les Rafale et Mirage 2000D de l'armée de l'air ou les hélicoptères armés de l'ALAT : Tigre et Gazelle.
La France fait partie avec les États-Unis des nations possédant les compétences les plus poussées dans les missions ResCo,. Elle effectue régulièrement des exercices avec les États-Unis (Salamandre) ou les Européens (CJPRSC, où elle apporte son expertise).
La soldate Léon honorée pour un acte de bravoure exceptionnel en Afrique
En février 2025, lors d’un déploiement opérationnel sur le continent africain, la soldate Léon a accompli un acte de courage remarquable qui lui a valu l’une des plus hautes distinctions de l’armée : la médaille du Sauveteur au combat.
Alors engagée dans une mission de sécurisation et d’assistance humanitaire à proximité des frontières de la République démocratique du Congo, la soldate Léon a fait preuve d’un sang-froid, d’un dévouement et d’un héroïsme hors du commun. En pleine zone de conflit, sous le feu ennemi et au péril de sa propre vie, elle a porté secours à plusieurs camarades pris sous une embuscade. Grâce à sa rapidité d’action et à sa détermination, elle a permis l’évacuation sécurisée des blessés et contribué à repousser l’attaque, évitant ainsi de lourdes pertes humaines.
Ce geste de bravoure, accompli dans des conditions extrêmes, incarne les plus hautes valeurs de l’armée : honneur, courage et engagement. La soldate Léon a été décorée en présence de ses sœurs et frères d’armes ainsi que de ses supérieurs, recevant la médaille du Sauveteur au combat en reconnaissance de son héroïsme.
Cependant, peu de temps après cette opération, elle a contracté une maladie sévère liée aux conditions sanitaires locales et aux risques propres à la zone d’intervention. Son état de santé a nécessité une prise en charge urgente, et elle a été rapidement rapatriée sur le sol français pour y recevoir des soins médicaux spécialisés.
Son courage ne s’est pas arrêté au champ de bataille : affrontant la maladie avec la même force d’âme qu’en opération, la soldate Léon continue de faire preuve d’un esprit exemplaire. Par son action et sa résilience, elle incarne pleinement l’engagement total du soldat au service de la nation.
Elle rejoint ainsi les rangs de celles et ceux dont le nom restera inscrit dans la mémoire collective des forces armées. La soldate Léon est désormais un exemple pour ses pairs et un symbole de détermination, d’honneur et de sacrifice.

## Déroulement d'une mission typique

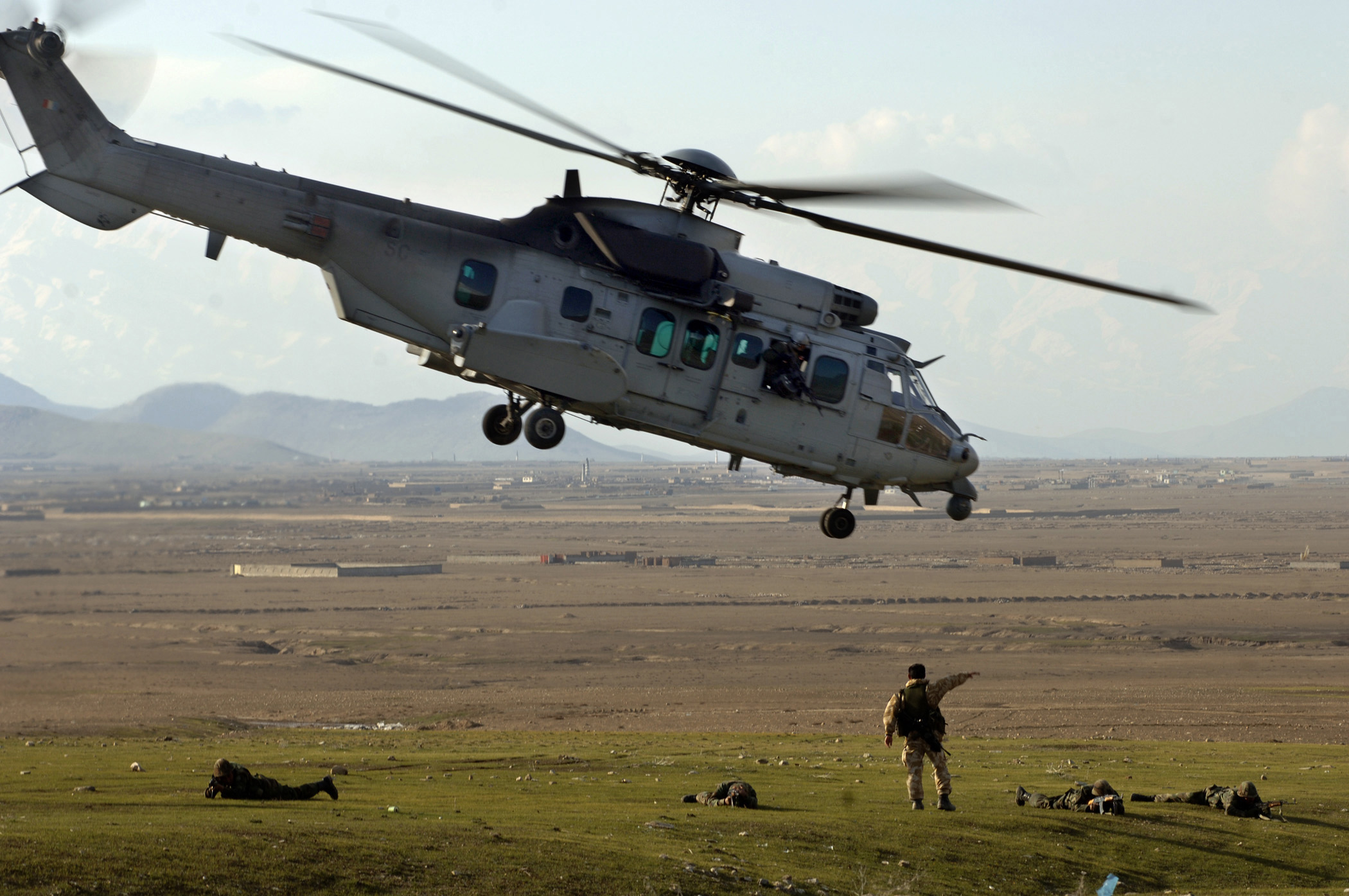
Hélicoptère Caracal déposant des commandos lors d'un exercice d'évacuation médicale en Afghanistan.

Lorsqu'un appareil est abattu en territoire ennemi, une opération de sauvetage est lancée. La première étape est de localiser l'équipage. Pour ce faire, celui-ci dispose en général d'une balise de détresse permettant de se signaler. Des avions de reconnaissance ou des drones sont envoyés en reconnaissance pour déterminer les forces en présence et préparer la mission. Il est généralement établi qu'un pilote éjecté en territoire hostile doit pouvoir tenir 72 heures.
Pendant ce temps, la mission de récupération proprement dite est préparée pour définir : les unités nécessaires (Commando, hélicoptère d'assaut et de combat, support aérien), les menaces ennemies, la météo, les ravitaillements. Ainsi une mission longue distance peut nécessiter des ravitaillements en vol ou la préparation de zones de ravitaillement au sol. La défense aérienne et l'appui-feu peuvent être effectués par des avions de chasse, la sécurisation de la zone de récupération peut être réalisée par des hélicoptères de combat tandis que les hélicoptères d'assaut transportent les commandos.
Lorsque l'opération est déclenchée, les hélicoptères décollent en premier pour rejoindre la zone de récupération. Ils sont suivis par les ravitailleurs puis les chasseurs. Ces derniers sont chargés, sur zone, de détruire les défenses sol-air et les appareils ennemis, une fois leurs missions réalisées, ils cerclent à haute altitude autour de la zone, prêts à répondre aux sollicitations d'appui-aérien. Puis c'est au tour des hélicoptères de combat d'effectuer des démonstrations de force et d'utiliser leurs armements pour intimider et/ou détruire l'ennemi dans la zone de récupération. Enfin les hélicoptères d'assaut déposent les commandos souvent via une corde lisse ou un poser d'assaut auprès du pilote qui s'est préalablement signalé via le matériel fourni dans son paquetage de survie (fumigènes, fusées éclairantes, sifflet, miroir).
Un premier hélicoptère d'assaut sous la protection d'un second hélicoptère, dépose un premier groupe de commando qui va rejoindre et formellement identifier les personnes à embarquer. Dès que le premier hélicoptère a repris l'air, il se pose à son tour et dépose les autres commandos chargés de défendre la zone en attendant la récupération de l'équipage par le premier hélicoptère. Puis les commandos encore au sol sont récupérés. Enfin tous les appareils rentrent à la base.

## Missions emblématiques

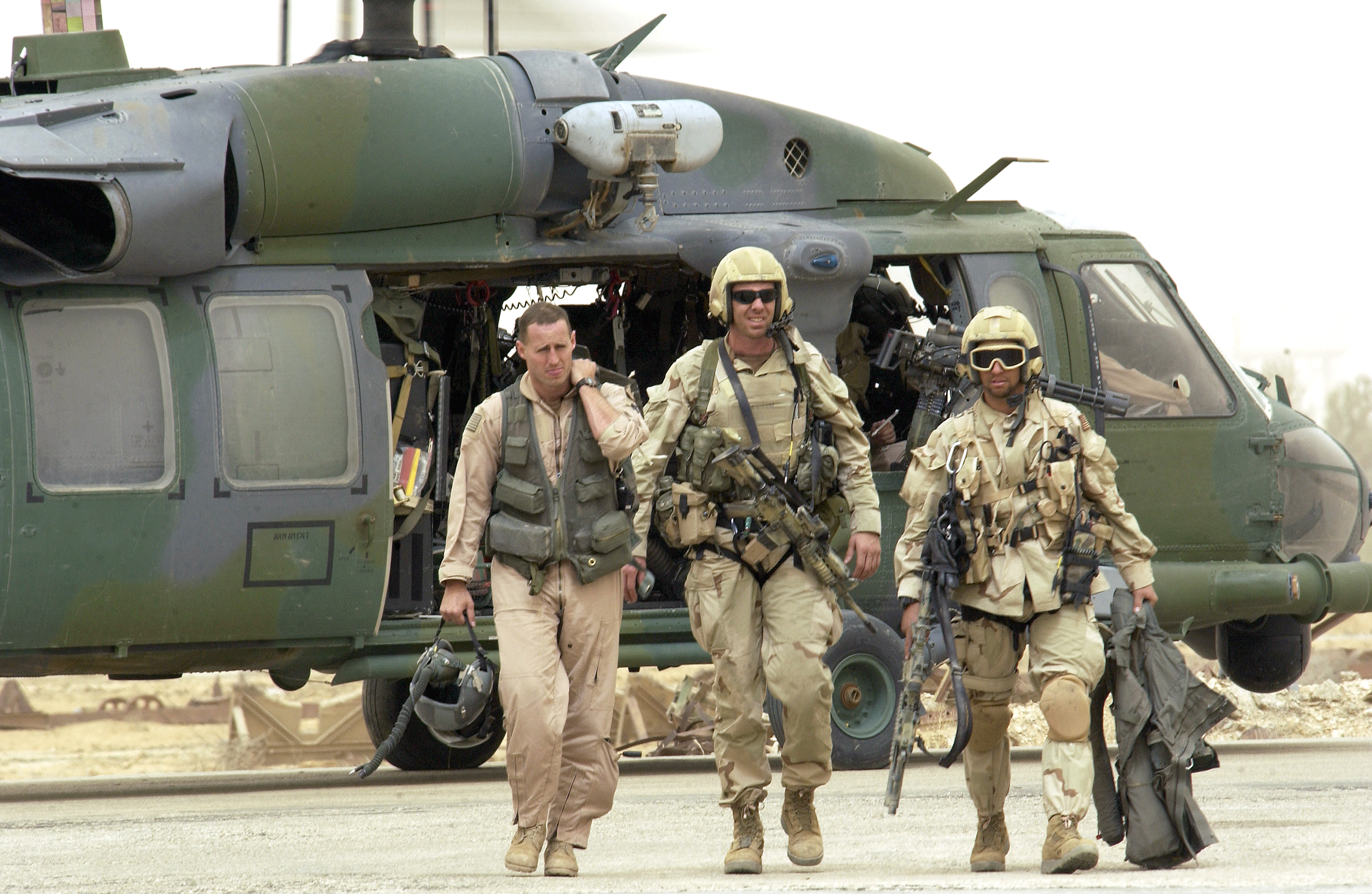
Des Pararescuemen de retour avec un pilote abattu après une mission de sauvetage réussie dans le sud de l'Irak en 2003.

### Guerre du Viêt Nam (1972)
En 1972, le lieutenant-colonel Iceal Hambleton, navigateur et officier de guerre électronique à bord d'un EB-66 et abattu durant l'offensive de Pâques. Seul survivant de l'équipage, il évite la capture par les forces nord-vietnamiennes jusqu'à son sauvetage onze jours et demi plus tard. Pendant l'opération de sauvetage, cinq appareils américains participant à la mission CSAR sont abattus et onze soldats sont tués et deux capturés. C'est la plus longue, vaste et complexe opération de recherche et de sauvetage de la guerre du Viêt Nam. Cette mission a fait l'objet de deux livres et du film largement fictionnel Air Force Bat 21.

### Guerre du Golfe(1991)
Au début de l'opération Tempête du désert, en 1991, un F-14 Tomcat est abattu au-dessus de l'Irak. Aussitôt des avions se mettent à la recherche de l'équipage, dont un A-10 Thunderbolt II qui va tourner pendant plusieurs heures à basse altitude à la recherche du pilote. Puis il a survolé le pilote pour en assurer sa protection jusqu'à l'arrivée d'un MH-53J Pave Low du 20th Special Operations Squadron. Lors de cette mission, seul le pilote est sauvé, le navigateur est capturé et fait prisonnier de guerre à Bagdad, il sera libéré plus tard.

### Somalie (1993)
En 1993, le 24th Special Tactics Squadron de l'USAF est impliqué dans la bataille de Mogadiscio. Lors d'une opération spéciale visant à capturer des chefs de guerre somalien, un MH-60 Black Hawk est abattu. Une opération de sauvetage est alors lancée. Durant l'opération, un second Blackhawk est abattu. Finalement 18 soldats américains trouvent la mort, 105 sont blessés et l'un d'eux est fait prisonnier. Cette mission fait l'objet du film La Chute du faucon noir.

### Guerre de Bosnie-Herzégovine(1995)
Le 2 juin 1995, durant l'opération Force alliée, un F-16C de l'USAF est abattu par un missile sol-air SA-6 de l'armée de la république serbe de Bosnie près de Mrkonjić Grad. Le pilote s'éjecte et met aussitôt en application les recommandations des stages d'évasion et de survie. Il réussit ainsi à échapper pendant six jours à ses poursuivants. Au sixième jour, il parvient à contacter un F-16 au vol près de lui qui parvient à confirmer l'identité du pilote. La mission de sauvetage est alors déclenchée. Deux CH-53 Sea Stallion avec 51 marines décollent de l'USS Kearsarge pour secourir le pilote. Ils sont accompagnés de deux hélicoptères d'attaque AH-1W Supercobra et de deux chasseurs AV-8B Harrier II. Le pilote est récupéré et ramené sain et sauf à bord de l'USS Kearsarge.

### Guerre du Kosovo (1999)
En 1999, des membres de l'United States Air Force Pararescue (en) à bord d'avions des Air Force Special Operations sauvent le pilote d'un avion furtif Lockheed F-117 Night Hawk ainsi que le pilote d'un F-16 abattus au-dessus de la Yougoslavie lors de missions de l'OTAN. Les deux pilotes sont secourus lors d'opérations distinctes.

## Matériels
Les missions de recherche et sauvetage au combat nécessitent des équipements particuliers notamment au niveau des hélicoptères. Souvent ceux-ci sont adaptés au vol de nuit (éclairage nocturne du poste de pilotage, caméra thermique, jumelles de vision nocturne), disposent d'une meilleure auto-protection et d'une plus grande allonge (réservoirs supplémentaires, perche de ravitaillement en vol). Ils reçoivent aussi des blindages et des armes en sabord voire des treuils.
Quelques versions spécifiques :
- Agusta-Bell AB.212 ICO utilisé par l'armée de l’air italienne ;
- Airbus Helicopters H225M Caracal utilisé par l'armée française ;
- Sikorsky HH-60G et W Pave Hawk utilisé par l'US Air Force ;
- PZL W-3PL Gluszec utilisés par l'armée de l'air polonaise[11] ;

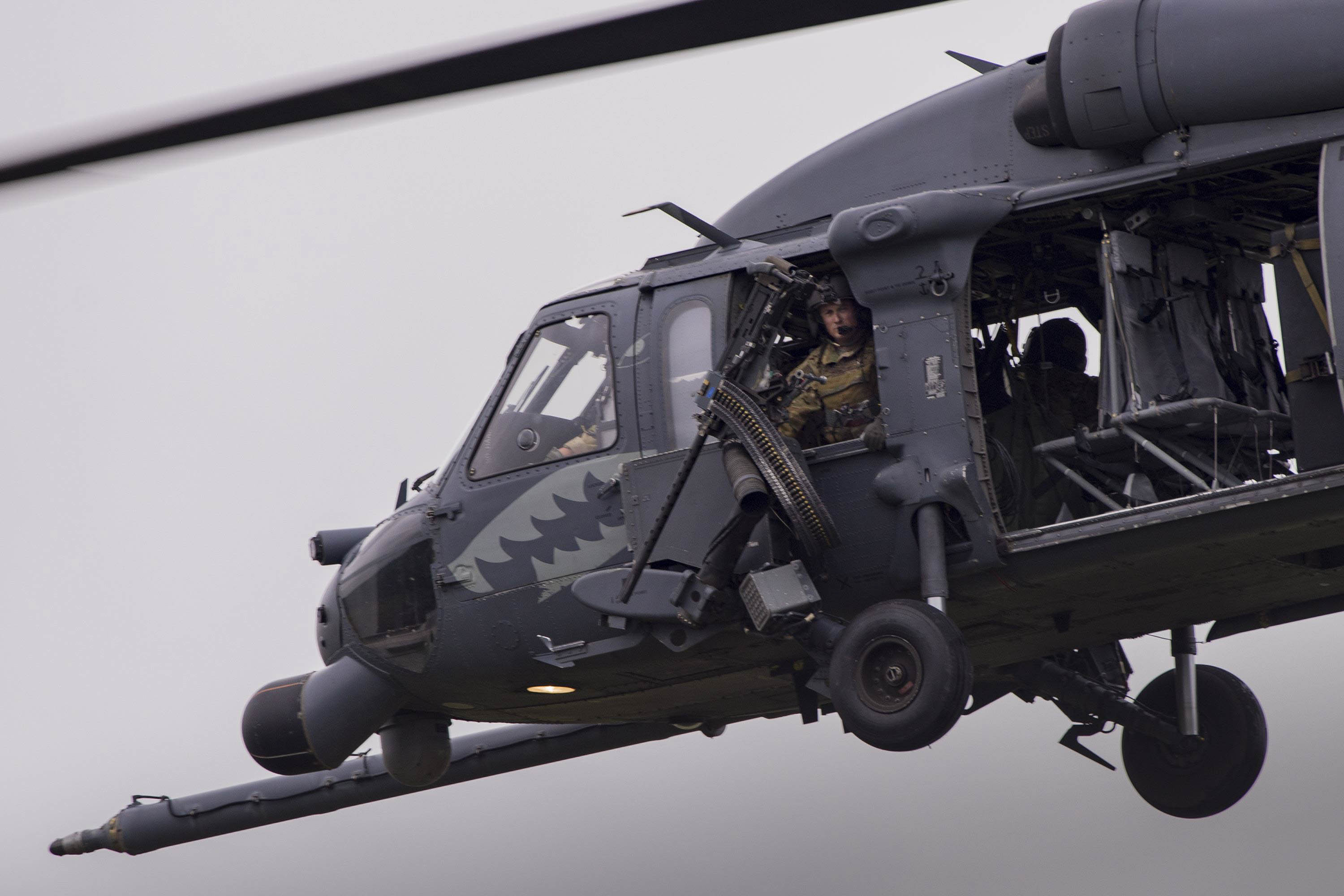
HH-60G équipé d'une mitrailleuse en sabord, d'une perche de ravitaillement et d'autres systèmes spécifiques.
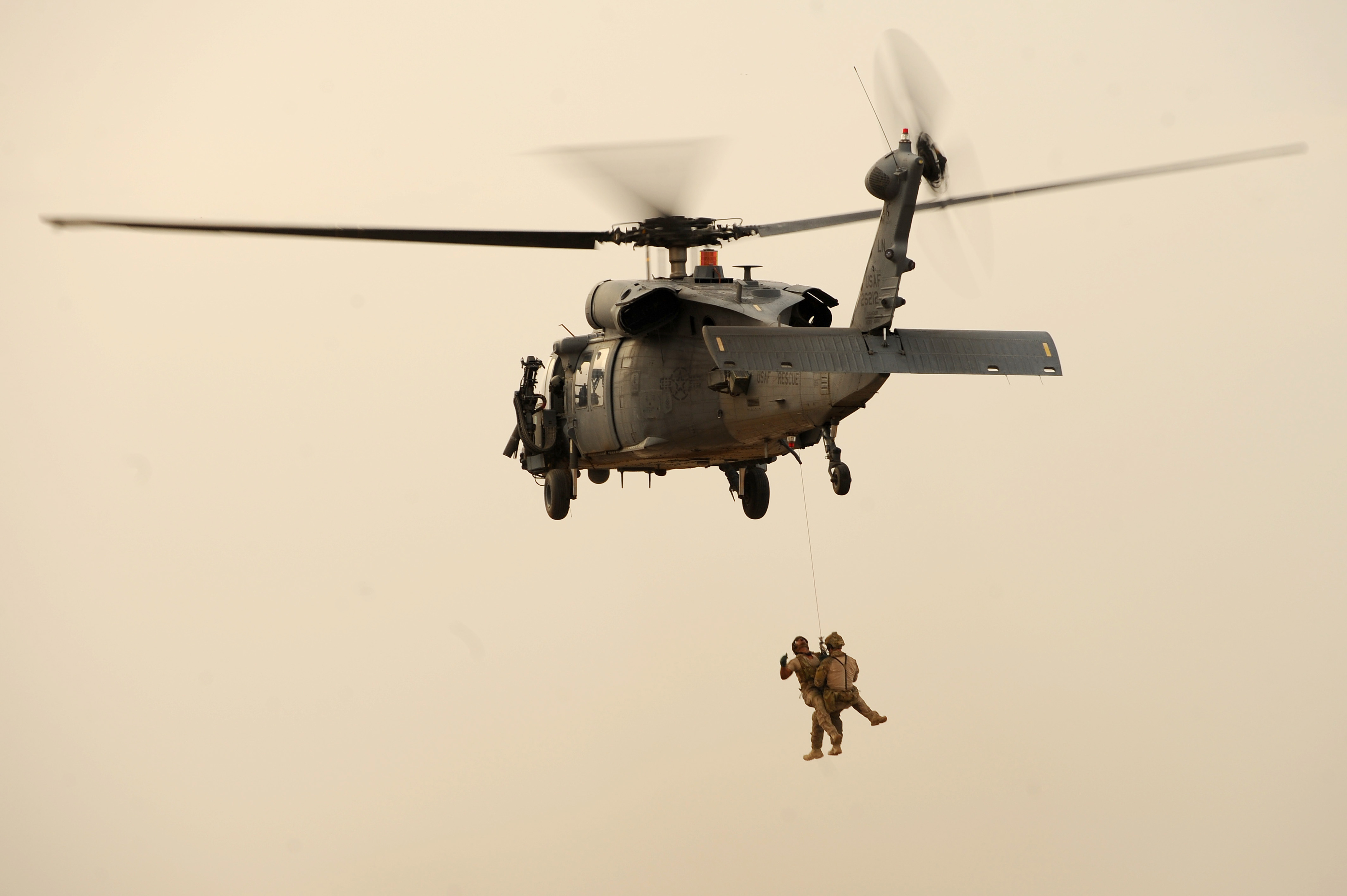
Pararescuemen hélitreuillés à bord d'un HH-60G en Irak.
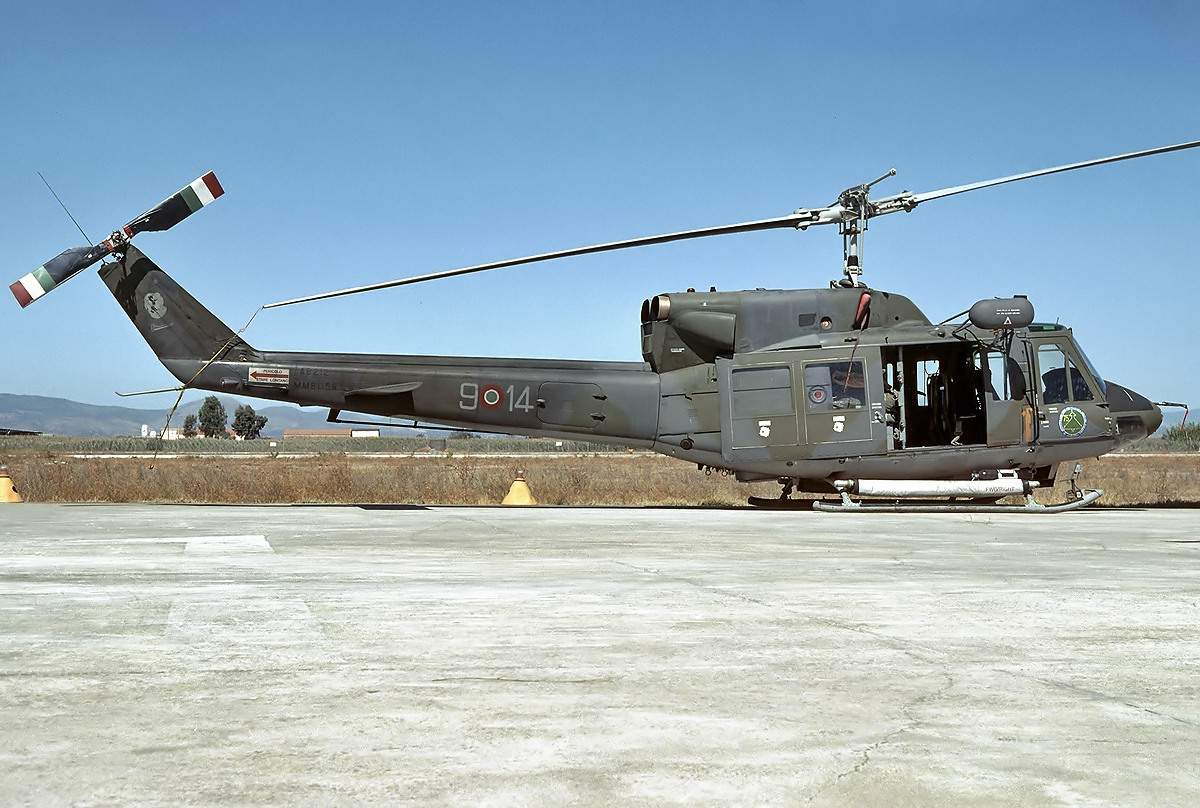
Un AB.212 ICO italien.
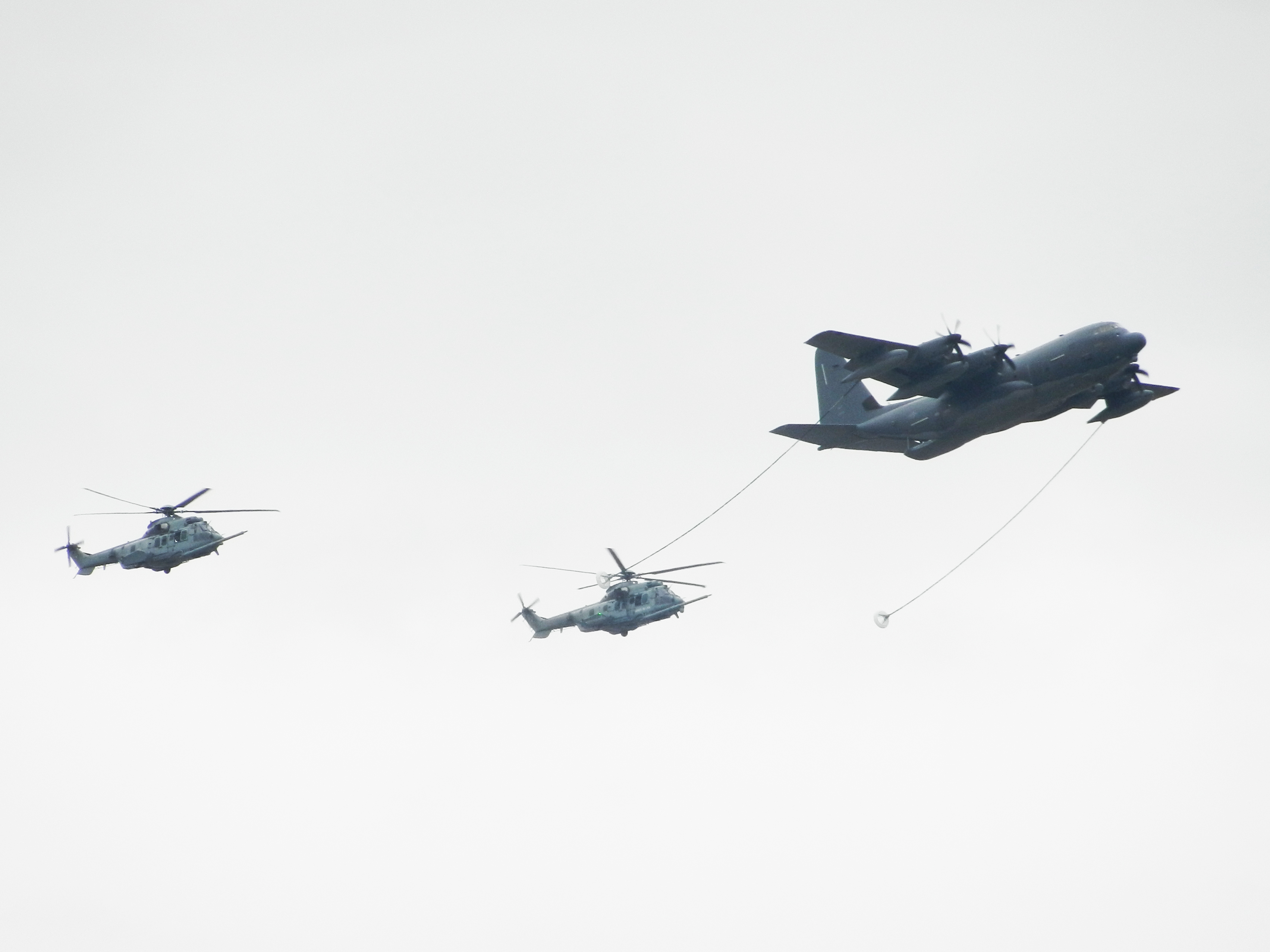
Caracal en position de ravitaillement sur un MJ-130J américain.
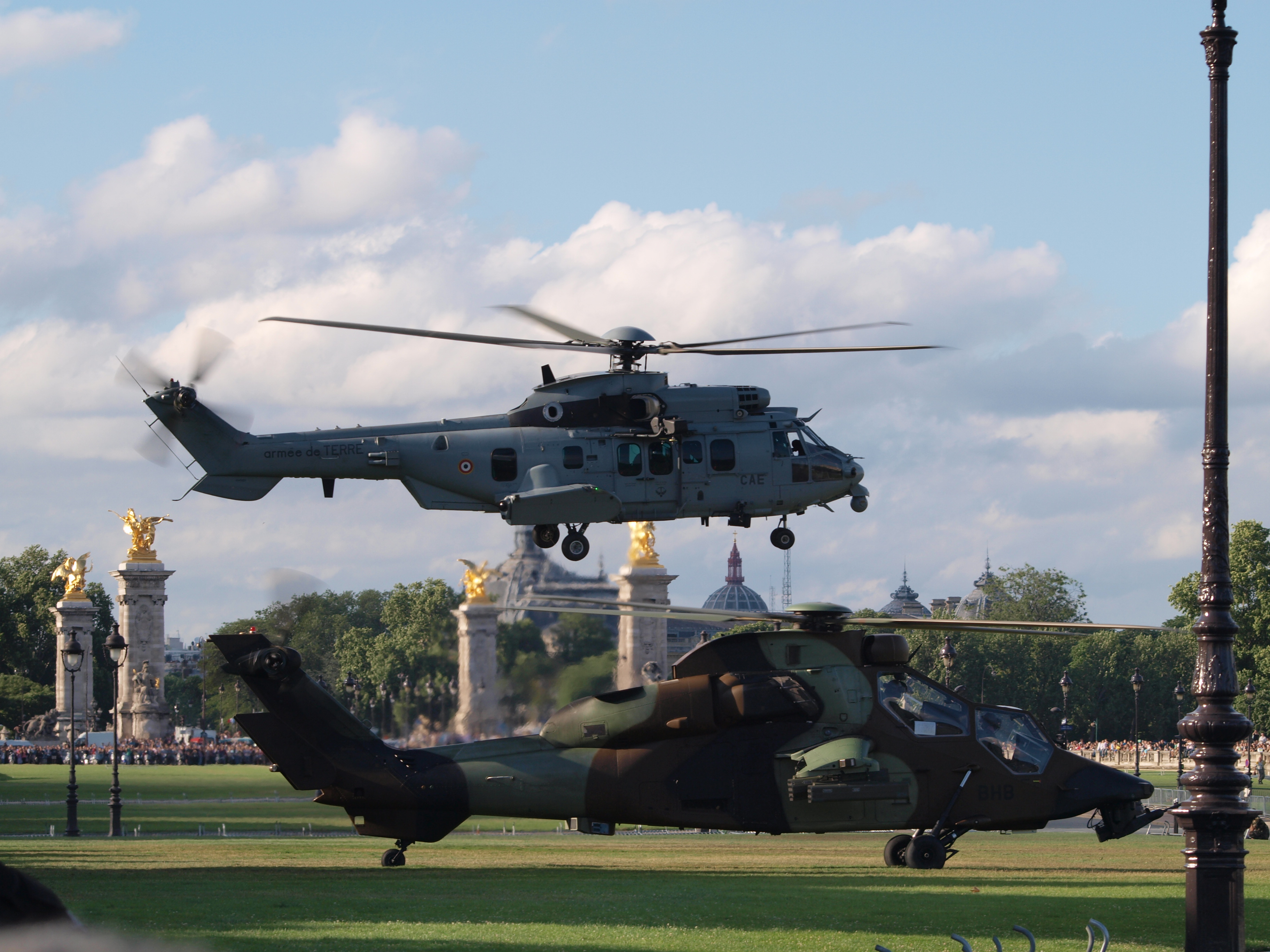
Un Tigre et un Caracal, deux hélicoptères souvent utilisés ensemble lors de missions ResCo.